# Єрман'єль
Єрман'є́ль (рос. Ерманъель) — річка в Республіці Комі, Росія, ліва притока річки Вой-Вож, правої притоки річки Палью, лівої притоки річки Ілич, правої притоки річки Печора. Протікає територією Троїцько-Печорського району.
Річка бере початок із болота Иджид-Палнюр, протікає на південь.